# Rinthe
Rinthe is een plaats in de Duitse gemeente Bad Berleburg, deelstaat Noordrijn-Westfalen, en telt 131 inwoners (2007).